# Mátraszőlős
Mátraszőlős è un comune dell'Ungheria di 1.703 abitanti (dati 2001). È situato nella contea di Nógrád.